# Дру (округ, Арканзас)
Шаблон:StateAbbr_ 33°35′04″ пн. ш. 91°43′51″ зх. д. / 33.584444444444° пн. ш. 91.730833333333° зх. д.
Округ Дру (англ. Drew County) — округ (графство) у штаті Арканзас. Ідентифікатор округу 05043.

## Історія
Округ утворений 1846 року.

## Демографія
За даними перепису
2000 року
загальне населення округу становило 18723 осіб, зокрема міського населення було 8703, а сільського — 10020.
Серед мешканців округу чоловіків було 9078, а жінок — 9645. В окрузі було 7337 домогосподарств, 5092 родин, які мешкали в 8287 будинках.
Середній розмір родини становив 2,97.
Віковий розподіл населення поданий у таблиці:
| Стать    | До 15 років | 15-21 | 22-29 | 30-39 | 40-49 | 50-65 | 65-85 | Понад 85 |
| -------- | ----------- | ----- | ----- | ----- | ----- | ----- | ----- | -------- |
| Чоловіки | 1978        | 1238  | 1045  | 1208  | 1264  | 1369  | 882   | 94       |
| Жінки    | 1953        | 1168  | 1055  | 1289  | 1332  | 1422  | 1186  | 240      |

## Суміжні округи
- Лінкольн — північ
- Діша — північний схід
- Шико — південний схід
- Ешлі — південь
- Бредлі — захід
- Клівленд — північний захід

## Виноски
1. ↑  U.S. Decennial Census. United States Census Bureau. Архів оригіналу за 26 квітня 2015. Процитовано 26 серпня 2015.
2. ↑  Historical Census Browser. University of Virginia Library. Архів оригіналу за 11 серпня 2012. Процитовано 26 серпня 2015.
3. ↑  Forstall, Richard L., ред. (27 березня 1995). Population of Counties by Decennial Census: 1900 to 1990. United States Census Bureau. Архів оригіналу за 24 вересня 2015. Процитовано 26 серпня 2015.
4. ↑  Census 2000 PHC-T-4. Ranking Tables for Counties: 1990 and 2000 (PDF). United States Census Bureau. 2 квітня 2001. Архів оригіналу (PDF) за 18 грудня 2014. Процитовано 26 серпня 2015.
5. ↑  State & County QuickFacts. United States Census Bureau. Архів оригіналу за 7 червня 2011. Процитовано 20 травня 2014.(англ.) Наведено за англійською вікіпедією.
6. ↑  American FactFinder. Бюро перепису населення США. Архів оригіналу за 21 травня 2008. Процитовано 31 січня 2008.

| США | Це незавершена стаття з географії США. Ви можете допомогти проєкту, виправивши або дописавши її. |